# Hendricks (Minnesota)
Hendricks és una població dels Estats Units a l'estat de Minnesota. Segons el cens del 2000 tenia 725 habitants.

## Demografia
Segons el cens del 2000, Hendricks tenia 725 habitants, 308 habitatges, i 169 famílies. La densitat de població era de 291,6 habitants per km².
Dels 308 habitatges en un 20,8% hi vivien nens de menys de 18 anys, en un 47,1% hi vivien parelles casades, en un 5,8% dones solteres, i en un 45,1% no eren unitats familiars. En el 43,2% dels habitatges hi vivien persones soles el 31,8% de les quals corresponia a persones de 65 anys o més que vivien soles. El nombre mitjà de persones vivint en cada habitatge era de 2,07 i el nombre mitjà de persones que vivien en cada família era de 2,9.
Per edats la població es repartia de la següent manera: un 20,6% tenia menys de 18 anys, un 2,8% entre 18 i 24, un 17,5% entre 25 i 44, un 16,7% de 45 a 60 i un 42,5% 65 anys o més.
L'edat mediana era de 57 anys. Per cada 100 dones de 18 o més anys hi havia 72,5 homes.
La renda mediana per habitatge era de 26.042 $ i la renda mediana per família de 37.813 $. Els homes tenien una renda mediana de 30.875 $ mentre que les dones 20.078 $. La renda per capita de la població era de 15.828 $. Entorn del 4,1% de les famílies i el 8,4% de la població estaven per davall del llindar de pobresa.

## Poblacions més properes
El següent diagrama mostra les poblacions més properes.